# NGC 2493
NGC 2493 este o galaxie lenticulară situată în constelația Linxul. A fost descoperită în 31 decembrie 1788 de către William Herschel. Se află la o distanță de 57,57 de megaparseci de Pământ.